# 진부면
진부면(珍富面)은 대한민국 강원특별자치도 평창군의 면이다. 넓이는 331.14km2이고, 인구는 2006년 기준으로 10,203명이다.

## 역사
- 남북국 시대(신라)에는 청송현으로 불리다가 조선 중엽에 이르러서 진부로 개칭
- 대한제국 고종 10년(1906): 동구리, 상리, 하리, 거문리, 속사리 지역이 강릉부에서 평창군으로 이관
- 1973년 7월 1일 대통령령 제 5542호로 도암면 호명2,3리가 진부면으로, 장평리가 봉평면으로 편입
- 1983년 2월 15일 : 대통령령 제 1127호로 용전리, 이목정리, 속사리, 노동리, 도사리 일원이 신설면인 용평면에 편입
- 1989년 1월 1일 : 대통령령 제 1145호로 도암면 호명리 일원이 진부면으로 편입
- 2003년 10월 4일 : 군조례 제 1726호로 송정5리 신설

## 개요
진부면은 고랭지 농축산물 생산지의 중심으로 생산물들은 전국으로 유통되고 있다. 오대산을 따라 월정사, 상원사, 적멸보궁, 사고지 등의 찬란한 문화유적지와 수려한 경치 또한 많은 이들의 사랑을 받는 곳이다.

## 학교
| 학교명                | 소재지                           | 비고        |
| --------------------- | -------------------------------- | ----------- |
| 진부초등학교          | 진부면 진부새싹길 52 (하진부리)  |             |
| 진부초등학교 월정분교 | 진부면 내동산길 4 (간평리)       | 2012년 폐교 |
| 거문초등학교          | 진부면 거문길 24 (거문리)        |             |
| 거문초등학교 신기분교 | 진부면 신기봉산로 75-13 (신기리) | 2008년 폐교 |
| 두일초등학교          | 진부면 방아다리로 348 (두일리)   | 2009년 폐교 |
| 호명초등학교          | 진부면 약수동길 11 (송정리)      |             |
| 진부중학교            | 진부면 솔천길 69 (하진부리)      |             |
| 진부고등학교          | 진부면 솔천길 69 (하진부리)      |             |

## 행정 구역
- 상진부리(上珍富里) 1·2·3리
- 하진부리(下珍富里) 1·2·3·4·5·6·7·8·9·10·11리
- 송정리(松亭里) 1·2·3·4·5리
- 두일리(杜日里) 1·2리
- 척천리(尺川里)
- 탑동리(塔洞里)
- 동산리(東山里)
- 간평리(間坪里) 1·2리
- 상월오개리(上月午介里) 1·2리
- 거문리(巨文里)
- 신기리(新基里)
- 봉산리(鳳山里)
- 마평리(馬坪里) 1·2리
- 수항리(水項里)
- 화의리(和義里)
- 막동리(幕洞里)
- 장전리(長田里)
- 호명리(虎鳴里)

## 관광
- 월정사
- 상원사
- 수항사지
- 우통수
- 청심대
- 탑동리 3층 석탑
- 수항계곡
- 장전계곡
- 막동계곡
- 가리왕산
- 오대산
- 마평관광농원
- 방아다리 약수
- 오대산국립공원
- 진부관광농원